# Filip Arežina
Filip Arežina (ur. 8 listopada 1992 w Gornji Vakuf-Uskoplje) – bośniacki piłkarz występujący na pozycji pomocnika w bośniackim klubie Zrinjski Mostar.

## Kariera klubowa

### Zrinjski Mostar
1 stycznia 2011 podpisał kontrakt z klubem Zrinjski Mostar. Zadebiutował 14 września 2010 w meczu Pucharu Bośni i Hercegowiny przeciwko FK Sarajevo (2:1). W Premijer lidze zadebiutował 28 maja 2011 w meczu przeciwko FK Drina Zvornik (3:0). Pierwszą bramkę zdobył 3 listopada 2012 w meczu ligowym przeciwko OFK Gradina Srebrenik (1:2).

### FK Olimpik Sarajewo
1 stycznia 2014 przeszedł do drużyny FK Olimpik Sarajewo. Zadebiutował 1 marca 2014 w meczu Premijer ligi przeciwko Veležowi Mostar (0:1).

### NK Rudeš
5 września 2014 podpisał kontrakt z zespołem NK Rudeš. Zadebiutował 12 września 2014 w meczu 2. HNL przeciwko HNK Gorica (2:2), w którym zdobył swoją pierwszą bramkę.

### FK Rudar Prijedor
1 lutego 2015 przeszedł do klubu FK Rudar Prijedor. Zadebiutował 25 lipca 2015 w meczu Premijer ligi przeciwko FK Mladost Doboj Kakanj (3:0), w którym zdobył swoją pierwszą bramkę.

### Zrinjski Mostar
25 stycznia 2016 podpisał kontrakt z drużyną Zrinjski Mostar. Zadebiutował 6 marca 2016 w meczu Premijer ligi przeciwko NK Široki Brijeg (3:4), w którym zdobył swoją pierwszą bramkę. W sezonie 2015/16 jego zespół zajął pierwsze miejsce w tabeli zdobywając mistrzostwo Bośni i Hercegowiny. 12 lipca 2016 zadebiutował w kwalifikacjach do Ligi Mistrzów w meczu przeciwko Legii Warszawa (1:1).

### GKS Tychy
3 września 2016 przeszedł do zespołu GKS Tychy. Zadebiutował 18 września 2016 w meczu 1 ligi przeciwko Chojniczance Chojnice (0:2).

### FK Mladost Doboj Kakanj
1 lipca 2017 podpisał kontrakt z klubem FK Mladost Doboj Kakanj. Zadebiutował 22 lipca 2017 w meczu Premijer ligi przeciwko NK Vitez (1:0). Pierwszą bramkę zdobył 30 września 2017 w meczu ligowym przeciwko NK Čelik Zenica (4:0).

### FK Željezničar
1 lipca 2018 został wysłany na wypożyczenie do drużyny FK Željezničar. Zadebiutował 12 lipca 2018 w meczu kwalifikacji do Ligi Europy przeciwko JK Narva Trans (0:2). W Premijer lidze zadebiutował 21 lipca 2018 w meczu przeciwko NK GOŠK Gabela (0:1). Pierwszą bramkę zdobył 12 sierpnia 2018 w meczu ligowym przeciwko FK Zvijezda 09 (1:3).

### NK Lokomotiva
5 lipca 2019 przeszedł do zespołu NK Lokomotiva. Zadebiutował 19 lipca 2019 w meczu 1. HNL przeciwko Dinamo Zagrzeb (3:0).

### FK Tuzla City
4 lutego 2020 podpisał kontrakt z klubem FK Tuzla City. Zadebiutował 22 lutego 2020 w meczu Premijer ligi przeciwko FK Sarajevo (6:2).

### Zrinjski Mostar
27 lipca 2020 przeszedł do drużyny Zrinjski Mostar. Zadebiutował 1 sierpnia 2020 w meczu Premijer ligi przeciwko FK Olimpik Sarajewo (1:0). Pierwszą bramkę zdobył 30 września 2020 w meczu Pucharu Bośni i Hercegowiny przeciwko FK Tekstilac Derventa (1:7).

## Kariera reprezentacyjna

### Bośnia i Hercegowina
W 2016 roku otrzymał powołanie do reprezentacji Bośni i Hercegowiny. Zadebiutował 7 czerwca 2016 w meczu towarzyskim przeciwko reprezentacji Japonii (1:2).

## Statystyki

### Klubowe
(aktualne na dzień 3 lutego 2021)
| Klub                    | Sezon              | Liga               | Liga  | Liga   | Puchar kraju | Puchar kraju | Europa | Europa | Suma  | Suma   |
| Klub                    | Sezon              | Liga               | Mecze | Bramki | Mecze        | Bramki       | Mecze  | Bramki | Mecze | Bramki |
| ----------------------- | ------------------ | ------------------ | ----- | ------ | ------------ | ------------ | ------ | ------ | ----- | ------ |
| Zrinjski Mostar         | 2010/11            | Premijer liga      | 1     | 0      | 1            | 0            | 0      | 0      | 2     | 0      |
| Zrinjski Mostar         | 2011/12            | Premijer liga      | 7     | 0      | 0            | 0            | –      | –      | 7     | 0      |
| Zrinjski Mostar         | 2012/13            | Premijer liga      | 24    | 3      | 3            | 0            | –      | –      | 27    | 3      |
| Zrinjski Mostar         | Ogólnie            | Ogólnie            | 32    | 3      | 4            | 0            | 0      | 0      | 36    | 3      |
| FK Olimpik Sarajewo     | 2013/14            | Premijer liga      | 4     | 0      | 1            | 0            | –      | –      | 5     | 0      |
| FK Olimpik Sarajewo     | Ogólnie            | Ogólnie            | 4     | 0      | 1            | 0            | 0      | 0      | 5     | 0      |
| NK Rudeš                | 2014/15            | 2. HNL             | 8     | 3      | 0            | 0            | –      | –      | 8     | 3      |
| NK Rudeš                | Ogólnie            | Ogólnie            | 8     | 3      | 0            | 0            | 0      | 0      | 8     | 3      |
| FK Rudar Prijedor       | 2015/16            | Premijer liga      | 16    | 4      | 0            | 0            | –      | –      | 16    | 4      |
| FK Rudar Prijedor       | Ogólnie            | Ogólnie            | 16    | 4      | 0            | 0            | 0      | 0      | 16    | 4      |
| Zrinjski Mostar         | 2015/16            | Premijer liga      | 10    | 2      | 0            | 0            | 0      | 0      | 10    | 2      |
| Zrinjski Mostar         | 2016/17            | Premijer liga      | 0     | 0      | 0            | 0            | 1      | 0      | 1     | 0      |
| Zrinjski Mostar         | Ogólnie            | Ogólnie            | 10    | 2      | 0            | 0            | 1      | 0      | 11    | 2      |
| GKS Tychy               | 2016/17            | 1 liga             | 7     | 0      | 0            | 0            | –      | –      | 7     | 0      |
| GKS Tychy               | Ogólnie            | Ogólnie            | 7     | 0      | 0            | 0            | 0      | 0      | 7     | 0      |
| FK Mladost Doboj Kakanj | 2017/18            | Premijer liga      | 24    | 5      | 2            | 0            | –      | –      | 26    | 5      |
| FK Mladost Doboj Kakanj | 2018/19            | Premijer liga      | 12    | 3      | 0            | 0            | –      | –      | 12    | 3      |
| FK Mladost Doboj Kakanj | Ogólnie            | Ogólnie            | 36    | 8      | 2            | 0            | 0      | 0      | 38    | 8      |
| FK Željezničar (wyp.)   | 2018/19            | Premijer liga      | 6     | 1      | 0            | 0            | 3      | 0      | 9     | 1      |
| FK Željezničar (wyp.)   | Ogólnie            | Ogólnie            | 6     | 1      | 0            | 0            | 3      | 0      | 9     | 1      |
| NK Lokomotiva           | 2019/20            | 1. HNL             | 5     | 0      | 0            | 0            | –      | –      | 5     | 0      |
| NK Lokomotiva           | Ogólnie            | Ogólnie            | 5     | 0      | 0            | 0            | 0      | 0      | 5     | 0      |
| FK Tuzla City           | 2019/20            | Premijer liga      | 3     | 0      | 1            | 0            | –      | –      | 4     | 0      |
| FK Tuzla City           | Ogólnie            | Ogólnie            | 3     | 0      | 1            | 0            | 0      | 0      | 4     | 0      |
| Zrinjski Mostar         | 2020/21            | Premijer liga      | 8     | 0      | 2            | 1            | 0      | 0      | 10    | 1      |
| Zrinjski Mostar         | Ogólnie            | Ogólnie            | 8     | 0      | 2            | 1            | 0      | 0      | 10    | 1      |
| Ogólnie w karierze      | Ogólnie w karierze | Ogólnie w karierze | 135   | 21     | 10           | 1            | 4      | 0      | 149   | 22     |

### Reprezentacyjne
| Reprezentacja        | Rok     | Mecze | Bramki |
| -------------------- | ------- | ----- | ------ |
| Bośnia i Hercegowina |         |       |        |
| 2016                 | 1       | 0     |        |
| Ogólnie              | Ogólnie | 1     | 0      |

| Mecze i gole w reprezentacji | Mecze i gole w reprezentacji | Mecze i gole w reprezentacji | Mecze i gole w reprezentacji | Mecze i gole w reprezentacji | Mecze i gole w reprezentacji | Mecze i gole w reprezentacji | Mecze i gole w reprezentacji |
| Lp.                          | Data                         | Miejsce                      | Gospodarz                    | Gość                         | Wynik                        | Gol                          | Rozgrywki                    |
| ---------------------------- | ---------------------------- | ---------------------------- | ---------------------------- | ---------------------------- | ---------------------------- | ---------------------------- | ---------------------------- |
| 1.                           | 07.06.2016                   | Suita                        | Japonia                      | Bośnia i Hercegowina         | 1:2                          |                              | Mecz towarzyski              |

## Sukcesy

### Zrinjski Mostar
- Mistrzostwo Bośni i Hercegowiny (1×): 2015/2016

### Reprezentacyjne
- Kirin Cup (1×): 2016